# بنجامين غريني
بنجامين غريني (بالإنجليزية: Benjamin Greene)‏ هو محامي أمريكي، ولد في 5 مايو 1764، وتوفي في 15 أكتوبر 1837.